# The Passion 2015
The Passion 2015 was de vijfde editie van The Passion, een Nederlands muzikaal-bijbels evenement dat jaarlijks op Witte Donderdag wordt gehouden, telkens op een andere locatie. Het evenement werd in 2015 op 2 april in Enschede gehouden, op een podium op het Hendrik Jan van Heekplein. Deze editie werd uitgezonden door EO en KRO (voorheen EO en RKK) op NPO 1. Er keken 3.574.000 mensen naar deze uitzending, een kijkcijferrecord.

## Voorgeschiedenis
In 2015 vierde het spektakel zijn eerste lustrum. Als potentiële gaststad werden aanvankelijk Vlissingen en Middelburg benaderd, maar de Zeeuwse steden zagen er uiteindelijk vanaf vanwege te hoge kosten. Uiteindelijk werd, mede ter gelegenheid van de herdenking van de vuurwerkramp die daar plaatsvond in het jaar 2000 (exact 15 jaar geleden), besloten om The Passion 2015 in Enschede op te voeren.
Het podium werd gebouwd op het Hendrik Jan van Heekplein. Tevens werd de Oude Markt ingericht als overloopterrein waar het evenement gevolgd kon worden op een beeldscherm. Aanvankelijk was het de bedoeling dat juist op laatstgenoemd plein het podium zou komen, maar vanwege de beperkte omvang werd besloten tot uitwijken naar het Van Heekplein.

## Locaties
- Van Heekplein — Locatie hoofdpodium
- Universiteit Twente — Aankomst Jezus
- Roombeek — Start van de processie
- Oude Markt — Laatste avondmaal
- Enschede Airport Twente — Tuin van Getsemane
- De Grolsch Veste — De ontkenning van Petrus
- Alphatoren — Finale

Dit overzicht is mogelijk incompleet; u kunt helpen door het uit te breiden.

## Rollen
| Rol                | Naam                     |
| ------------------ | ------------------------ |
| Jezus              | Jim de Groot             |
| Maria              | Shirma Rouse             |
| Petrus             | Jeroen van der Boom      |
| Verteller          | Robert ten Brink         |
| Verslaggever       | Bridget Maasland         |
| Judas              | Jeroen van Koningsbrugge |
| Pilatus            | Jon van Eerd             |
| Barabbas           | Dave Roelvink            |
| Discipel           | Mattie Valk              |
| Discipel           | Wietze de Jager          |
| Discipel           | Bert Haandrikman         |
| Discipel           | Dennis Wilt              |
| Discipel           | Raynor Arkenbout         |
| Discipel           | Bart Boonstra            |
| Discipel           | Mathijs Vrieze           |
| Discipel           | Ruben Dingemans          |
| Discipel           | Kefah Allush             |
| Discipel           | Elindo Avastia           |
| Kraamhouder        | Monique Smit             |
| Bezoeker kraam     | Maik de Boer             |
| Petrus-herkenner   | Marijke Helwegen         |
| Petrus-herkenner   | Daphne Lammers           |
| Petrus-herkenner   | Jan van Halst            |
| Goede misdadiger   | Ruben van der Meer       |
| Slechte misdadiger | Sascha Visser            |

## Muzieknummers
| Titel                            | Oorspronkelijke artiest | Gezongen door                            |
| -------------------------------- | ----------------------- | ---------------------------------------- |
| Open je ogen                     | BLØF                    | Jim de Groot                             |
| Samen voor altijd                | Marco Borsato           | Shirma Rouse                             |
| Mag ik dan bij jou               | Claudia de Breij        | Jim de Groot en Jeroen van der Boom      |
| Uit de Schaduw                   | I.O.S.                  | Jim de Groot                             |
| Avond                            | Boudewijn de Groot      | Shirma Rouse                             |
| Wit licht                        | Marco Borsato           | Jeroen van Koningsbrugge                 |
| Opstand                          | BLØF                    | Jim de Groot                             |
| Je vecht nooit alleen            | 3JS                     | Shirma Rouse                             |
| Donker hart Laat mij in die waan | BLØF Guus Meeuwis       | Jeroen van Koningsbrugge en Jim de Groot |
| Laat me                          | Ramses Shaffy           | Jeroen van der Boom                      |
| De weg                           | Guus Meeuwis            | Shirma Rouse                             |
| Zwart wit                        | Frank Boeijen Groep     | Jon van Eerd en Jim de Groot             |
| Recht in de ogen                 | De Dijk                 | Jon van Eerd                             |
| Verlies                          | Marco Borsato           | Shirma Rouse                             |
| Open je ogen                     | BLØF                    | Jim de Groot en cast                     |